# 시성부
시성성(諡聖省, 라틴어: Congregatio de Causis Sanctorum)은 교황청의 심의회로, 기적의 인가를 포함하여 기독교의 성인 후보자들에 대한 뛰어난 덕목을 지녔다는 진술들과 시복 단계에서부터 시성에 이르기까지의 모든 과정을 감독하는 기관이다. 기적 사례에 대한 관례적인 조사들을 마무리한 다음 교황에게 제출하여 후보자를 시복 또는 시성 절차를 밟을지를 결정해 달라고 요청한다.
시성성의 모체는 1588년 1월 22일 교황 식스토 5세가 교황 교서 《Immensa Aeterni Dei》를 반포하면서 창설한 예부성성(禮部聖省, Sacra Congregatio Rituum)이다. 예부성성은 경신례와 시성 문제를 함께 처리하였다.
1969년 5월 8일에 교황 바오로 6세가 사도적 헌장 《Sacra Rituum Congregatio》를 반포하여 예부성성을 경신성사성과 시성성 두 개의 심의회로 분할하였다. 시성성에는 세 가지 직무를 줬는데, 첫째는 사법 소송 절차를 다루는 직무, 둘째는 신앙을 보호하는 직무, 셋째는 역사적 법률적 직무이다.
1983년 교황 요한 바오로 2세에 의해 도입된 시성 절차 변경에 따라 하느님의 종으로 선언된 후보자들의 시성 준비를 위해 일단의 보고관들이 추가되었다.

## 1903년 이래 예부성성 장관
- 루이지 트리페피 (1903년 1월 7일 - 1906년 12월 29일)
- 세바스티아노 마르티넬리 (1909년 2월 8일 - 1918년 7월 4일)
- 스키피오네 테키 (1914년 11월 8일 - 1915년 2월 7일)
- 안토니오 비코 (1915년 2월 11일 - 1929년 2월 25일)
- 카밀리오 라우렌티 (1929년 3월 12일 - 1938년 9월 6일)
- 카를로 살로티 (1938년 9월 14일 - 1947년 10월 24일)
- 클레멘테 미카라 (1950년 11월 11일 - 1953년 1월 17일)
- 가에타노 치코냐니 (1953년 12월 7일 - 1954년 11월 18일)
- 아르카디오 라라오나 사라레귀 (1962년 2월 12일 - 1968년 1월 9일)
- 벤노 구트 (1967년 6월 29일 - 1969년 5월 7일)

## 시성성 장관
- 파올로 베르톨리 (1969-1973)
- 루이지 라이몬디 (1973-1975)
- 코라도 바피레 (1976-1980)
- 피에트로 팔라치니 (1980-1988)
- 안젤로 펠리치 (1988-1995)
- 알베르토 보보네 (장관 서리 1995-1998, 장관 1998)
- 호세 사라이바 마르틴 (1998-2008)
- 안젤로 아마토 (장관 서리 2008-2010, 장관 2010-2018)
- 조반니 안젤로 베추 (2018-2020)
- 마르첼로 세메라로 (2020-)

### 시성성 차관
- 페르디난도 주세페 안토넬리 (1969년 5월 7일 - 1973년 3월 5일)
- 주세페 카소리아 (1973년 2월 2일 - 1981년 8월 24일)
- 트라이안 크리샨 (1981년 12월 7일 - 1990년 2월 24일)
- 에드워드 노박 (1990년 2월 24일 - 2007년 5월 5일)
- 미켈레 디 루베르토 (2007년 5월 5일 - 2010년 12월 29일)
- 마르첼로 바르톨루치 (2010년 12월 29일 - 2021년 1월 18일)
- 파비오 파베네 (2021년 1월 18일 - )